# دومينيك أوتشوا
دومينيك أوتشوا هو ممثل فلبيني، ولد في 4 أغسطس 1973 في الفلبين.

## وصلات خارجية
- دومينيك أوتشوا على موقع IMDb (الإنجليزية)
- دومينيك أوتشوا على موقع قاعدة بيانات الفيلم (الإنجليزية)